# IL-2
Interleukine-2 (IL-2), ook bekend als lymfokine en T-cel-groeifactor (TCGF), is een cytokine die belangrijk is bij de proliferatie van T- en B-lymfocyten.

## Synthese
IL-2 is een 15-22 kDa eiwitproduct van het IL2-gen, gelegen op de chromosomale locus 4q27, en is in hoge gemate geconserveerd in mensen, chimpansees, honden, koeien, muizen en ratten.

## Functie
Activatie van T-lymfocyten met bijvoorbeeld de T-cel mitogeen fytohemagglutinine leidt tot proliferatie die beperkt blijft tot één celdeling. Voor elke verdere proliferatie is IL-2 vereist. In reactie op activatie van de T-lymfocyt na binding van een antigeen aan de T-cel-receptor (TCR), gaan de geactiveerde lymfocyten IL-2 secerneren en brengen zij de IL-2-receptor tot expressie aan de plasmamembraan. Hierdoor vindt (onder niet-pathologische omstandigheden) alleen clonale expansie plaats van T-lymfocyten die reageren met een antigeen. IL-2 is ook noodzakelijk voor de aanleg van CD8+ T-geheugencellen die een goede immuunrespons geven bij een volgend contact met hetzelfde antigeen (immuniteit). Daarnaast is IL-2 belangrijk voor de vorming van regulatoire T-cellen.
Naast T-lymfocyten, secerneren naturalkillercellen (NK-cellen) ook IL-2 en hebben bovendien IL-2-receptoren. Stimulatie met IL-2 van NK-cellen zet aan tot productie van perforine, verhoogde natuurlijke cytotoxische receptor (NCR) expressie en expressie van Killercel Ig-achtige receptors (KIRs). Ook zorgt IL-2-therapie voor mobilisatie van NK-cellen uit lymfeklieren naar het bloed.

## IL-2 deficiëntie
Omdat IL-2 een cruciale rol speelt bij de ontwikkeling en functie van lymfocyten, kan afwezigheid van IL-2-productie of een afwijkende vorm van het IL-2-eiwit leiden tot de ernstige immuunafwijking Severe Combined Immune Deficiency syndrome (SCID).